# Nicholas Han Jide
Nicholas Han Jide (* 4. Juni 1940) ist römisch-katholischer Bischof von Pingliang in der Provinz Gansu, China.

## Leben
Nicholas Han Jide trat dem Kapuzinerorden bei und wurde 1985 zum Priester geweiht. Er wurde am 19. September 1996 in der St. Josephs-Kirche in der Präfektur von Qingyang als Angehöriger der Untergrundkirche zum Koadjutor ernannt.
Am 16. April 1999 wurde er Bischof von Pingliang, als Nachfolger des im Februar verstorbenen Philippe Ji Ma. Er wurde durch Papst Benedikt XVI. sowie die Chinesische Katholisch-Patriotische Vereinigung anerkannt.